# Fernando Eimbcke

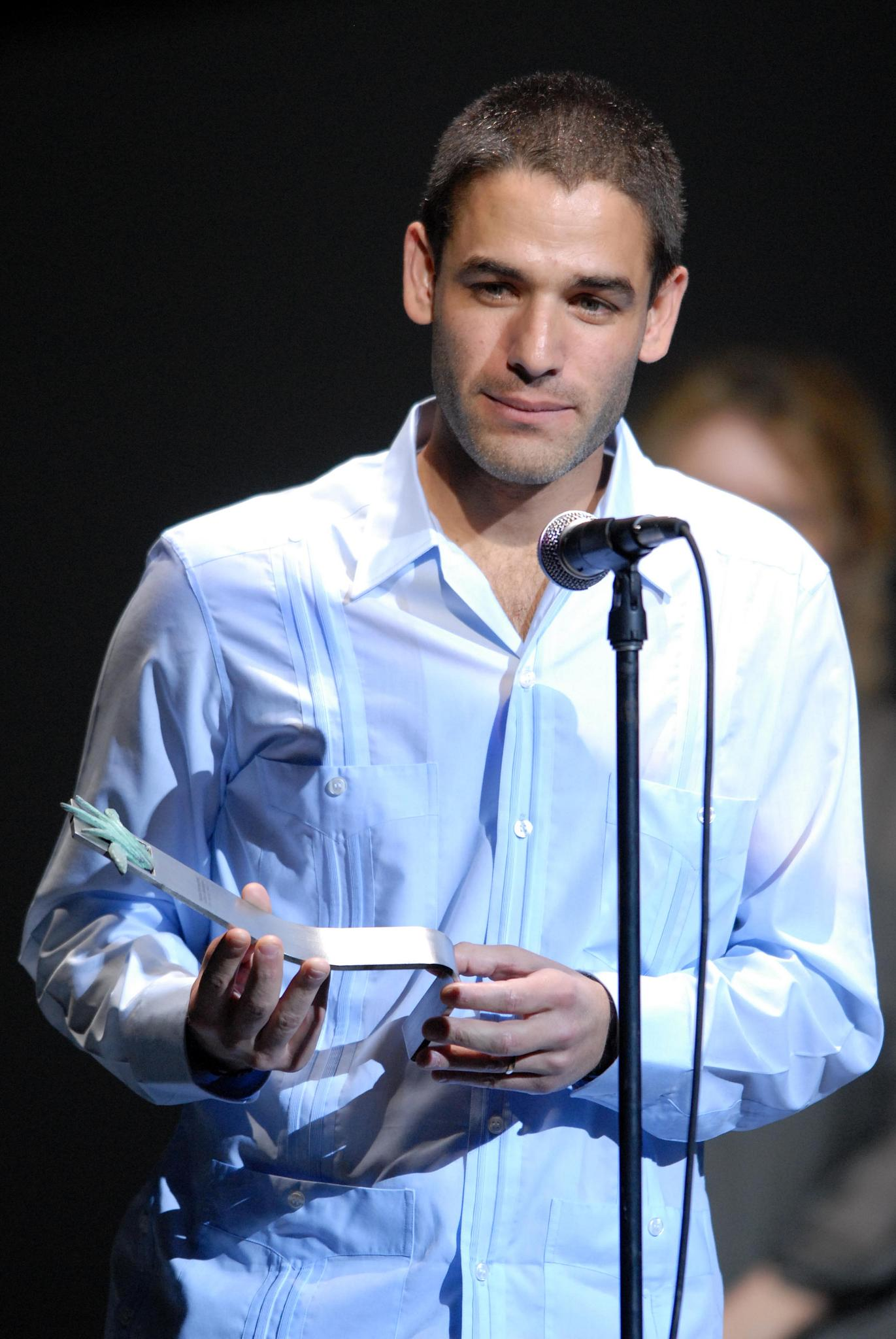
Fernando Eimbcke

Fernando Eimbcke (* 1970 in Mexiko-Stadt, Mexiko) ist ein mexikanischer Filmregisseur und Drehbuchautor.

## Leben
Eimbcke studierte von 1992 bis 1996 Theater und Filmwissenschaften an der Universidad Nacional Autónoma de México (CUEC-UNAM). Bereits während seiner Studienzeit veröffentlichte er Kurzfilme und setzte dies auch nach dem Abschluss des Studiums fort. Zahlreiche Kurzfilme und Musik-Videos machten ihn bekannt und ermöglichten sein 2004 entstandenes Spielfilmdebüt Temporada de patos. Der als Kammerspiel angelegte Schwarzweiß-Film handelt vom Gespräch und Beisammensein von vier Menschen.
Mexican Kids – Temporada de patos war international erfolgreich. Bei den Ariel Awards 2005 unter anderem in den Kategorien Bester Film, Beste Regie, Bestes Original-Drehbuch, Bester Hauptdarsteller und Beste Hauptdarstellerin ausgezeichnet, konnte er auch die Jury von mehreren Filmfestivals überzeugen. Mit seinem folgenden Film Lake Tahoe nahm er am Wettbewerb der Berlinale 2008 teil, wo er den Alfred-Bauer-Preis und den FIPRESCI-Preis gewann.
Eimbcke lebt in Mexico-Stadt und Berlin.

## Filmografie (Auswahl)
- 2004: Mexican Kids – Temporada de patos (Temporada de patos)
- 2008: Lake Tahoe
- 2013: Club sándwich
- 2016: Ayotzinapa 26
- 2019: Berlin, I Love You

## Auszeichnungen (Auswahl)
- 2004: Nominierung Goldene Ähre, Semana Internacional de Cine de Valladolid, für Mexican Kids – Temporada de patos
- 2004: Preis für die beste Regie, Internationales Filmfestival Thessaloniki, für Mexican Kids – Temporada de patos
- 2005: Premio Ariel, Beste Regie, Bestes Original-Drehbuch, Bestes Erstlingswerk, für Mexican Kids – Temporada de patos
- 2006: NHK Award, Sundance Film Festival, für Mexican Kids – Temporada de patos
- 2007: Nominierung Chlotrudis Award, Beste Regie, für Mexican Kids – Temporada de patos
- 2008: Alfred-Bauer-Preis und FIPRESCI-Preis, Berlinale, für Lake Tahoe
- 2009: Premio Ariel, Beste Regie, für Lake Tahoe
- 2013: Silberne Muschel für die beste Regie, Festival Internacional de Cine de San Sebastián, für Club sándwich
- 2014: Nominierung Bester internationaler Spielfilm, Edinburgh International Film Festival, für Club sándwich